# Andréi de Pólotsk
Andréi de Pólotsk (en bielorruso:Андрэй Альгердавіч, en lituano:Andrius Algirdaitis, nacido hacia 1325-fallecido el 12 de agosto de 1399 en la batalla del río Vorskla) era el hijo mayor de Algirdas, gran duque de Lituania, y su primera mujer María de Vítebsk. Fue príncipe de Pskov (mediante su representante Yuri, 1342-1348) y de Pólatsk (1342-1387). Como hijo mayor de Algirdas, Andréi reclamó su derecho al trono después de la muerte de su padre en 1377. Pero Algirdas dejó como heredero a Jogaila, el hijo mayor de su segundo matrimonio con Uliana de Tver. La rivalidad de Andréi y Jogaila, gran duque de Lituania y más tarde rey de Polonia, finalmente le causó la muerte.

## Duque de Pskov y Pólatsk
En 1342 Andréi se unió a su padre Algirdas y su tío Kęstutis en la guerra contra la Orden Livona para ayudar a la República de Pskov. La República le pidió que se quedara como duque de Pskov para garantizarse con su presencia el apoyo continuo de Algirdas. Andréi aceptó y fue bautizado según el rito ortodoxo (su nombre pagano es desconocido). De todos modos, estuvo en la ciudad poco tiempo y volvió a Lituania, Las razones no resultan del todo claras, pero los historiadores especulan que estaba relacionado con la muerte de su tío abuelo Voin, duque de Pólotsk. Pólotsk era vital para los intereses lituanos ya que estaba situada entre Lituania y la Orden Livona. Andréi se convertiría en duque de Pólotsk y ayudaría a defender Lituania contra los ataques livones. En Pskov, Andréi dejó a un representante, conocido como Yuri. El historiador lituano Alvydas Nikžentaitis especula que este Yuri podría ser nieto de Gediminas.
Yuri permaneció en Pskov hasta 1348. Ese año los Caballeros Teutónicos organizaron una gran campaña contra Lituania (véase batalla del Strėva). El ejército de Pskov estaba ayudando a Nóvgorod contra Suecia cuando la Orden Livona atacó la fortaleza de Pskov en Izborsk. Yuri murió en el ataque. Al no haber podido los lituanos defender la fortaleza, la ciudad se negó a aceptar otro representante del Gran Ducado de Lituania. Andréi respondió con represalias: todos los mercaderes de Pskov fueron arrestados y sus bienes confiscados. Por tanto, las relaciones amistosas de Pskov con Lituania terminó. Andréi sería duque de Pólotsk durante las siguientes tres décadas.

## Lucha contra Jogaila
Tras la muerte de Algirdas en 1377, Andréi, su hijo mayor, se enfrentó a su hermanastro Jogaila, a quien Algirdas había designado heredero. Jogaila en aquel momento contaba con el apoyo de su tío Kęstutis. Andréi organizó una coalición antilituana con los ejércitos de Pólotsk, el Gran Ducado de Moscú y la Orden Livona. En 1379 el ejército de Moscú atacó las tierras orientales del Gran Ducado. Moscú y Lituania estaban en paz desde el Tratado de Lyubutsk en 1372. El hermano de Andréi Dmitri I Starshy no defendió el Principado de Trubetsk y Starodub. El ejército ruso no permaneció en los territorios tomados y se retiró a Moscú, juntamente con Andréi y Dmitri. Jogaila firmó una tregua de diez años con los Caballeros Teutonicos el 29 de  septiembre de 1379 y otra con la Orden Livona el 27 de febrero de 1380, desbaratando así la liga. A su vez, se coligó con Mamai, jan de la Horda de Oro, y Óleg del Principado de Riazán contra Andréi. En 1380 Andréi y Dmitri participaron en la batalla de Kulikovo entre Moscú y los tártaros, que fueron derrotados al no llegar las tropas de Jogaila a tiempo al campo de batalla.
En 1381 Jogaila intentó instalar a su leal hermano Skirgaila en Pólotsk, el antiguo señorío de Andréi. Al estar Skirgaila sometiendo a asedio a la ciudad, Kęstutis aprovechó la oportunidad para emprender la guerra civil lituana de 1381-84 contra Jogaila y lo destronó. Pólotsk se rindió voluntariamente a Kęstutis, que restauró a Andréi. Las fuentes no lo mencionan entre 1381 y 1385. Posiblemente estuviera esperando en Pólotsk el desenlace del conflicto entre Jogaila y Kęstutis con su hijo Vitautas el Grande. Jogaila y Vitautas se reconciliaron en 1384. El 10 de octubre de 1385 Andréi firmó un tratado con la Orden Livona por el cual se rendía a la Orden a cambio de protección contra Vitautas y otros enemigos. Según el tratado, Andréi se convertía en vasallo de la Orden y recibía Pólotsk en calidad de feudo. Cuando Jogaila viajó a Polonia para tratar la Unión de Krewo, Andréi aprovechó la oportunidad para reanudar su guerra contra Lituania. En 1386 atacó los territorios al sudeste de Pólotsk. La Orden Livona sostuvo su causa y atacó el Ducado de Lituania, y también lo hizo Sviatoslav de Smolensk, que se dirigió contra Mstsislaw, que Algirdas había arrebatado al Principado de Smolensk.

## Captura y liberación
El ejército lituano capitaneado por Skirgaila atacó Pólotsk en 1387. La Orden Livona no la defendió y la ciudad pronto se rendiría. Andréi fue capturado, su hijo Simeón murió en el combate y otro hijo suyo, Iván, escapó a Pskov, donde se le encuentra como duque en 1389. Andréi fue encarcelado en Polonia durante siete años. Sería liberado en 1394 a petición de Vitautas. Al ser liberado, se trasladó a Pskov, donde intentó negociar una tregua entre Pskov y Nóvgorod. Después de este acontecimiento sólo se le menciona una vez, como un importante personaje que murió en la batalla del río Vorskla en 1399.